# Nhóm ngôn ngữ Thượng Đức
Nhóm ngôn ngữ Thượng Đức (Tiếng Đức: Oberdeutschⓘ) là một nhóm ngôn ngữ của nhóm ngôn ngữ Đức cao địa được sử dụng chủ yếu tại miền nam khu vực nói tiếng Đức (Sprachraum).

## Phả hệ ngôn ngữ
Nhóm ngôn ngữ Thượng Đức thường được phân thành tiếng Alemanni và tiếng Bayern. Tuy vậy các phương ngữ Franken cao địa thuộc nhóm ngôn ngữ Franken (có diện phân bố lên tới đường đồng ngữ Speyer ở phía bắc) cũng được coi là thuộc nhóm ngôn ngữ Thượng Đức. Việc các phương ngữ Franken thuộc nhóm ngôn ngữ Thượng Đức hay được phân vào nhóm tiếng Đức miền Trung là một câu hỏi chưa có lời giải, bởi chúng có cả các đặc điểm của tiếng Thượng Đức và tiếng Đức miền Trung và thường được mô tả là khu vực chuyển tiếp của hai nhóm ngôn ngữ này. Do vậy cả hai sự sắp xếp này đều được sử dụng.
- Tiếng Alemanni (tiếng Đức: Alemannisch, được nói tại bang Baden-Württemberg, tại vùng Schwaben của bang Bayern, tại Thụy Sĩ, Liechtenstein, bang Vorarlberg của Áo và tại Alsace, Pháp)
  - Tiếng Schwaben (Schwäbisch, được nói chủ yếu ở Schwaben)
  - Tiếng Hạ Alemanni (Niederalemannisch)
    - Tiếng Alsace (Elsässisch, được nói tại Alsace, Pháp)
    - Phương ngữ Colonia Tovar, được nói tại Colonia Tovar, Venezuela)
    - Tiếng Đức Basel (Baseldytsch), tiếng Đức Basel: Baslerdüütsch, tiếng Đức: Baseldeutsch)

  - Tiếng Alemanni cao địa (Hochalemannisch)
    - Tiếng Đức Bern (tiếng Bern: Bärndütsch, tiếng Đức: Berndeutsch)
    - Tiếng Đức Zürich (Tiếng Đức Zürich: Züritüütsch, tiếng Đức: Zürichdeutsch)

  - Tiếng Alemanni cao nhất (Höchstalemannisch)
    - Tiếng Valais (Walserdeutsch) (tiếng Đức Wallis: Wallisertitsch, tiếng Đức: Walliserdeutsch được nói ở bang Valais của Thụy Sĩ)
- Tiếng Bayern (Tiếng Bayern: Boarische Språch, tiếng Đức: Bairisch, được nói tại bang Bayern của Đức, tại Áo, và tại Südtirol, Ý)
  - Phương ngữ Bắc Bayern (tiếng Bayern: Nordboarisch, tiếng Đức: Nordbairisch, được nói chủ yếu ở vùng Thượng Pfalz)
  - Phương ngữ Trung Bairisch (tiếng Bayern: Mittelboarisch, tiếng Đức: Mittelbairisch, được nói chủ yếu ở vùng Thượng và Hạ Bayern, ở các bang Salzburg, Oberösterreich và Niederösterreich)
    - Tiếng Viên (tiếng Đức: Wienerisch, được nói ở Viên và Niederösterreich)

  - Tiếng Nam Bayern (tiếng Bayern: Südboarisch, tiếng Đức: Südbairisch, được nói tại các bang của Áo là Tirol, Kärnten và Steiermark, cũng như Nam Tirol, Ý)
    - Tiếng Gottschee (tiếng Gottschee: Göttscheabarisch, tiếng Đức: Gottscheerisch, tiếng Slovene: kočevarščina, được nói tại Gottschee, Slovenia, gần như biến mất)

  - Tiếng Cimbri (tiếng Cimbri: Zimbar, tiếng Đức: Tzimbrisch, tiếng Ý: lingua cimbra, được nói tại Sette Comuni (trước là Tredici Comuni) ở Veneto, cũng như tại Luserna, Trentino, Ý)
  - Tiếng Mòcheno (tiếng Mòcheno: Bersntoler sproch, tiếng Ý: lingua mòchena, tiếng Đức: Fersentalerisch, được nói tại Valle dei Mòcheni, Trentino, Ý)
  - Tiếng Hutter (tiếng Đức: Hutterisch, được nói tại Canada và Hoa Kỳ)
- Tiếng Franken cao địa (tiếng Đức: Hochfränkisch, được nói tại vùng Franken của bang Bayern, cũng như các khu vực lân cận thuộc miền bắc Baden-Württemberg và miền nam Thüringen)
  - Tiếng Đông Franken (tiếng Đức: Ostfränkisch, thường được gọi là Fränkisch)
    - Main-Franken (tiếng Đức: Mainfränkisch, được nói tại vùng Franken, tại huyện Main-Tauber-Kreis của Baden-Württemberg, cũng như tại Thüringen phía nam rặng núi Rennsteig trong Rừng Thüringen)
      - Tiếng Itzgrund (tiếng Đức: Itzgründisch, được nói tại thung lũng Itz)

    - Tiếng Vogtland (tiếng Đức: Vogtländisch, được nói tại Vogtland, Sachsen)

  - Tiếng Nam Franken (tiếng Đức: Südfränkisch, được nói tại vùng Heilbronn-Franken thuộc miền bắc bang Baden-Württemberg cho tới Karlsruhe.